# Andreas Aurifaber
Andreas Aurifaber (ur. 1512 (1514?) we Wrocławiu, zm. 12 grudnia 1559 w Królewcu) – niemiecki lekarz i działacz reformacyjny, wykładowca i rektor Uniwersytetu w Królewcu.

## Życiorys
Syn Valentina Goldschmidta, mieszczanina z Wrocławia, i Ursuli Kirstein, brat teologa protestanckiego Joannesa Aurifabera (1517–1568). W latach 1527–1534 studiował medycynę na Uniwersytecie w Halle i Wittenberdze, uzyskując tytuł magistra. Był rektorem Szkoły Mariackiej w Gdańsku (od 1539 r.) i Gimnazjum Akademickiego w Elblągu (od 1541 r.). W 1544 r. uzupełniał studia medyczne na Uniwersytecie Padewskim na koszt władcy Prus Książęcych Albrechta Hohenzollerna, po czym został jego przybocznym lekarzem, tajnym radcą oraz profesorem medycyny i fizyki na Uniwersytecie w Królewcu. W latach 1551, 1553 oraz 1558 trzykrotnie rektor tej uczelni. Pełnił również funkcję lekarza miasta Królewca.
W 1550 r. poślubił córkę teologa luterańskiego Andreasa Osiandra i stał się uczestnikiem kontrowersji związanych z jego poglądami religijnymi. W 1554 r., pełniąc funkcję rektora  Uniwersytetu w Królewcu, usunął z niego przeciwników Osiandra.

## Publikacje
W 1551 r. opublikował pracę poświęconą bursztynowi Succini historia, uważaną dziś za pierwszą na świecie monografię tej żywicy kopalnej. Aurifaberowi i jego książce o bursztynie poświęcona jest monografia: Полякова, И. А., 2013: Андреас Аурифабер (1513–1559) и его История янтаря. Калининградский областной музей янтаря. Wyd. 2, Kaliningrad, s. 1–208, ISBN 978-5-903920-22-8.
Inne prace Aurifabera to Annotationes in Phaemonis libellum de cura canum (Wittenberga 1545) oraz Consilia et epistolae Cratonis (Frankfurt 1671). 